# 谐神星
谐神星是第40颗被人类发现的小行星，于1856年3月31日发现被赫尔曼·迈尔·萨洛蒙·戈尔德施密特。它的名字是以希腊神话中阿瑞斯和阿佛羅狄忒的女儿和谐女神哈耳摩尼亚命名的。
谐神星轨道的近日点离太阳2.1660天文单位，遠日點离太阳2.3740天文单位，公转周期为1247.514天。轨道与黄道的偏角为4.2555°，離心率为0.0471。
谐神星的直径为107.6千米，质量为1.3×1018千克，自转周期为8小时55分钟。它的表面为矽酸鹽，比较明亮，其反照率为0.242。